# Гленвуд (Ајова)
Гленвуд (енгл. Glenwood) град је у америчкој савезној држави Ајова. По попису становништва из 2010. у њему је живело 5.269 становника.

## Демографија
Према попису становништва из 2010. у граду је живело 5.269 становника, што је -89 (-1.7%) становника више него 2000. године.
| Група             | 2000.         | 2010.         |
| Белци             | 5.169 (96,5%) | 5.000 (94,9%) |
| Афроамериканци    | 33 (0,6%)     | 32 (0,6%)     |
| Азијати           | 17 (0,3%)     | 23 (0,4%)     |
| Хиспаноамериканци | 79 (1,5%)     | 140 (2,7%)    |
| Укупно            | 5.358         | 5.269         |